# Duck Hole
Duck Hole ist ein See bei St. George Ranges im Nordosten des australischen Bundesstaats Western Australia.
Der See ist 2,2 Kilometer lang, 130 Meter breit und liegt auf 99 Metern über dem Meeresspiegel. Er zieht sich parallel zum Fitzroy River, von dem er rund vier Kilometer östlich entfernt liegt.